# Вугільна магістраль (Польща)
Вугільна магістраль (пол. Magistrala węglowa) — польська залізнична лінія D29 131, що сполучає Верхньосилезький промисловий округ (починається в Хожуві), через Рибницький вугільний округ і Ченстоховський промисловий округ з морськими портами Гдині і Гданська.
Магістраль була побудована в 1928–1933 роках, під час митної війни з Німеччиною, для з'єднання Сілезії з Померанією без необхідності транзиту через німецьку територію. Ця магістраль, разом з побудованому портом в Гдині, стала причиною польського успіху в цьому політичному та економічному конфлікті за економічну незалежність Польщі і дала можливість післявоєнного індустріального відновлення країни як держави-експортера.